# Синявська Тамара Іллівна
Тамара Іллівна Синявська (рос. Тамара Ильинична Синявская; нар. 6 липня 1943, Москва) — радянська і російська оперна співачка (драматичне меццо-сопрано), педагог. Народна артистка СРСР (1982). Лауреат премії Ленінського комсомолу (1980). Вдова народного артиста СРСР Мусліма Магомаєва.